# Rognone

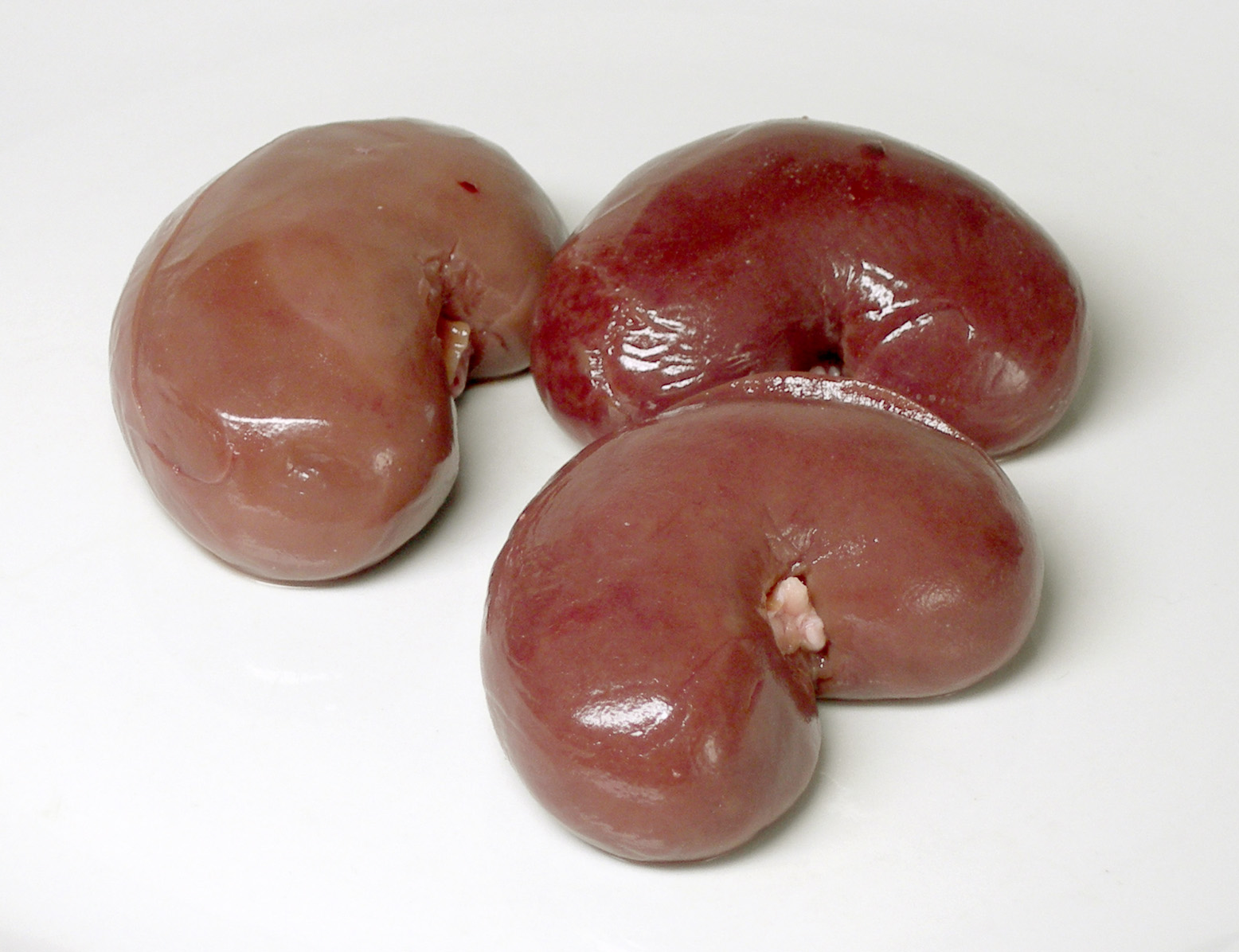
Rognoni di agnello crudi

Rognone è il termine culinario con cui vengono chiamati i reni degli animali da produzione alimentare. Fa parte delle interiora rosse e, più in generale, delle frattaglie.

## Tipi

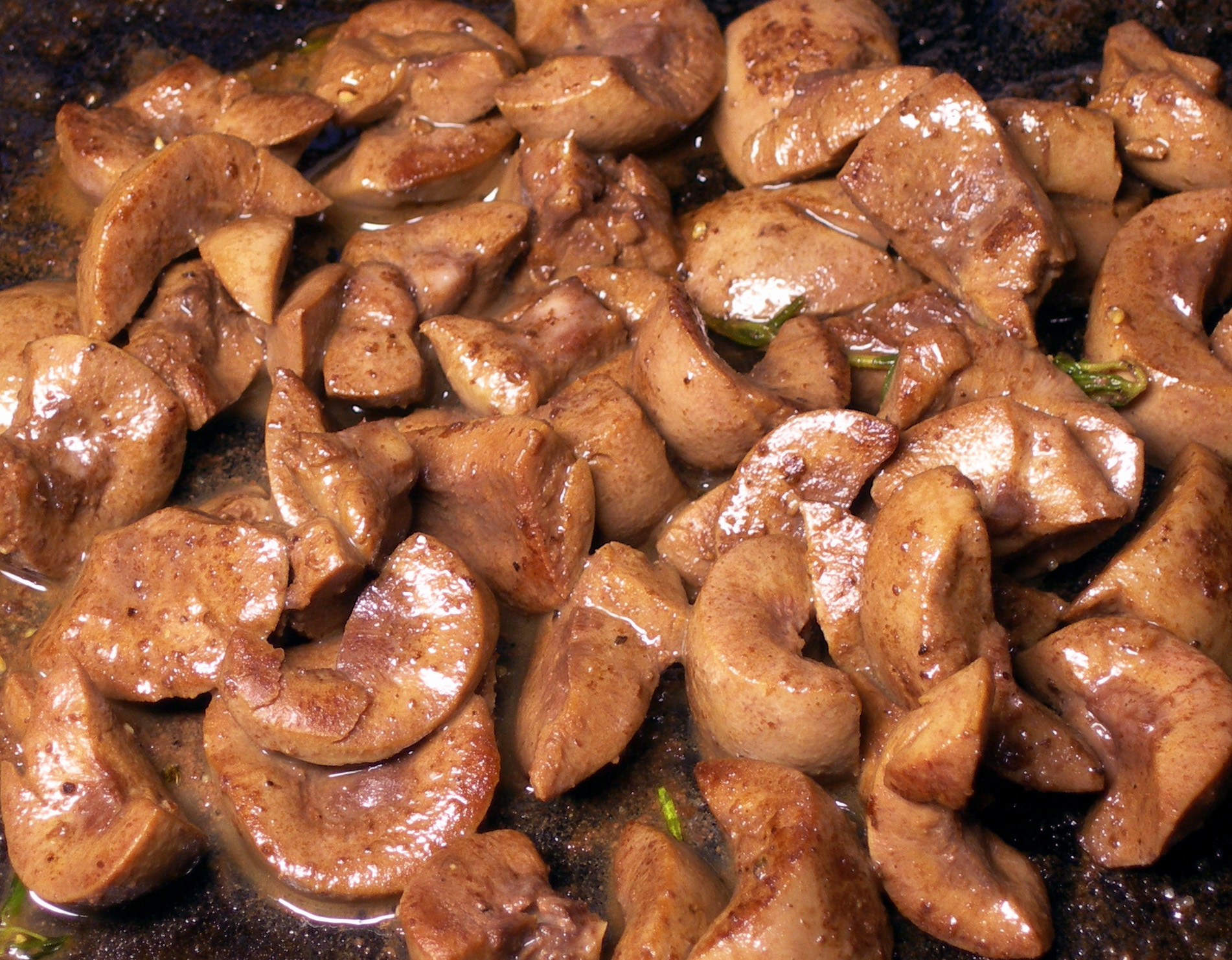
Rognoni di agnello cucinati

Il rognone di vitello è tenero e delicato, più duro e di sapore forte quello di manzo. Anche i rognoni di ovino e di suino sono normalmente utilizzati in cucina. In generale sono preferibili quelli prelevati da animali piuttosto giovani.

## Aspetti nutrizionali
Di alto valore nutritivo con un apporto di 120 kCal per 100 g di prodotto fresco, il rognone contiene piccole quantità di grassi (5g per 100 di prodotto fresco) e, al pari di tutte le frattaglie, abbondante colesterolo, circa 375-400 mg per ogni 100 g di prodotto fresco, superato solo dal cervello che ne contiene 2000 mg e, tra gli alimenti diversi, dall'uovo fresco intero (500 mg). Inoltre, essendo impregnato di urina, contiene parecchia urea.

### Composizione chimica e valore energetico
La tabella che segue riporta la composizione e il valore energetico del rognone suino per 100g di parte edibile:
| Acqua(g) | Proteine (g) | Lipidi (g) | Carboidrati (g) | Energia (Kcal) |
| 80,06    | 16,46        | 3,25       | 0,0             | 100            |

## In cucina

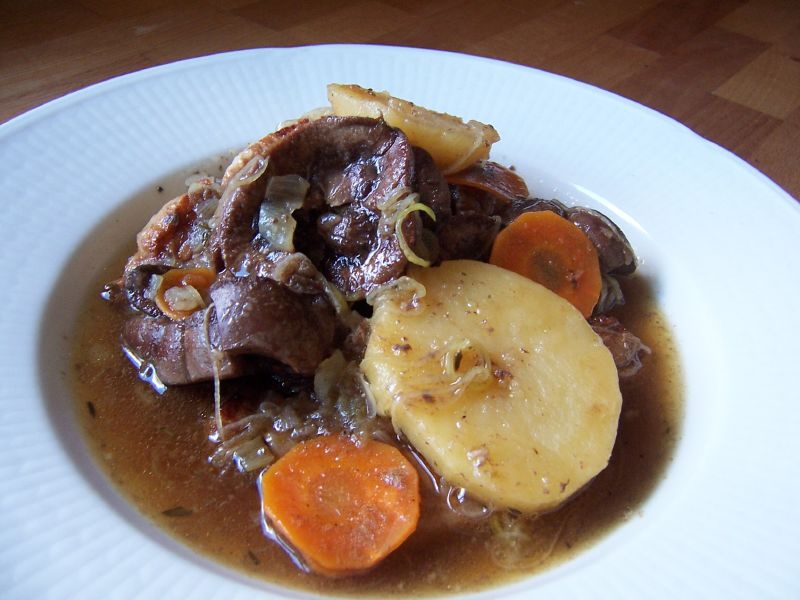
Hökarpanna, uno stufato svedese a base di carne suina e rognoni

Il rognone non va mai bollito, altrimenti diventa gommoso e poco saporito; inoltre è preferibile farne fette molto sottili. L'esterno di queste fette deve essere ben cotto e il centro deve essere rosa.
Nel frigorifero non deve essere conservato più di 24 ore. Ottimo in umido accompagnato da un buon vino rosso corposo.

## Grasso di rognone
Il grasso di rognone è il grasso animale che circonda, sostiene e protegge il rene bovino. Viene utilizzato in cucina e per produrre il sego. In inglese si chiama suet ed è un ingrediente tradizionale di alcune pietanze tipiche, come il Christmas pudding. È bianco e friabile e deve essere conservato in frigorifero, come la carne.
Per gli ebrei ortodossi il grasso di rognone rientra nei chelev, una delle parti dell'animale bruciate sull'altare durante i sacrifici, per cui non è kosher.